# Kamagaya

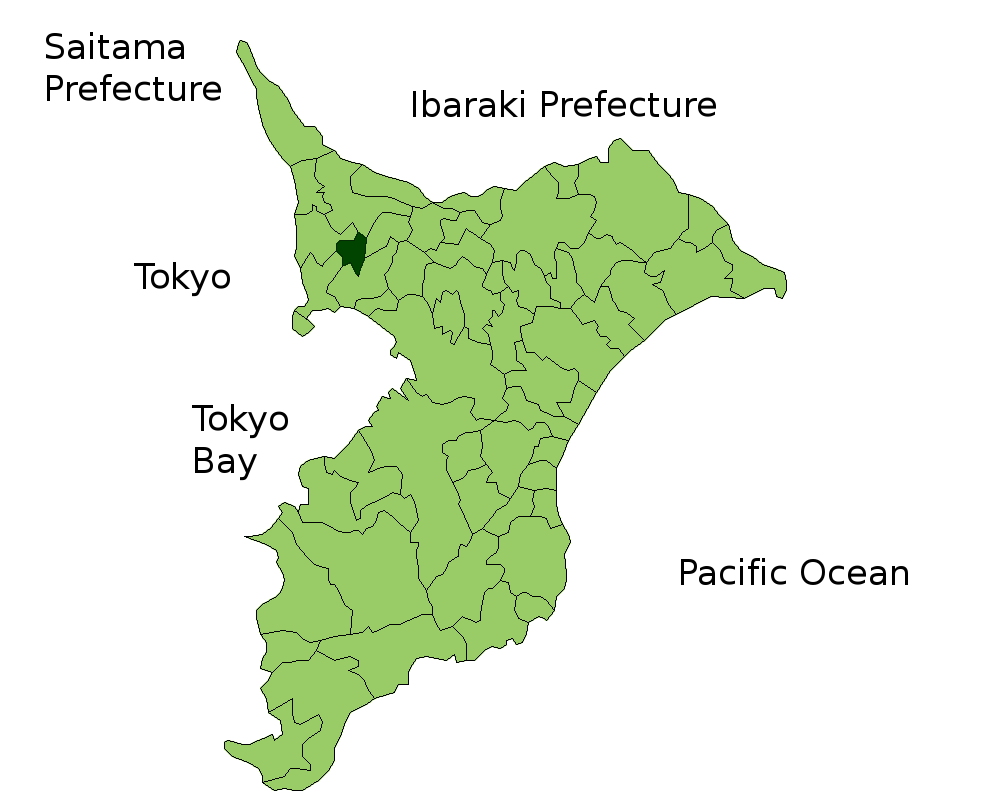
Miasto na mapie prefektury

Kamagaya (jap. 鎌ケ谷市 Kamagaya-shi) – miasto w środkowej Japonii, na głównej wyspie Honsiu (Honshū), w prefekturze Chiba. Ma powierzchnię 21,08 km². W 2020 r. mieszkało w nim 109 989 osób, w 47 021 gospodarstwach domowych  (w 2010 r. 107 833 osoby, w 42 027 gospodarstwach domowych).